# Ecuador (sopka)
Ecuador je název neaktivní štítové sopky, nacházející se na severozápadním konci ostrova Isabela v souostroví Galapágy. Západní stěna vulkánu, nejmenšího ze šestice sopek na ostrově, je destruovaná. Sopka je také jediná na ostrově, jejíž erupce nebyly přímo pozorovány. Na pobřeží Pacifiku se nacházejí dva větší pyroklastické kužely, dno kaldery je pokryto několika menšími struskovými kužely a lávovým proudem, který se rozkládá přibližně na polovině dna kaldery.